# Andreas Morell (Numismatiker)
Andreas Morell (* 24. Juni 1646 in Bern; † 10. April 1703 in Arnstadt in Thüringen) war ein Schweizer Numismatiker.

## Leben
Andreas Morell, Sohn des bernischen Salzverwalters Hans Jakob Morell aus der Familie Morell, erhielt eine humanistische Ausbildung in St. Gallen, Zürich und Genf. 1680 ging er nach Paris, wo er Mitarbeiter am königlichen Münzkabinett wurde. Nach dem Widerruf des Edikts von Nantes im Jahr 1687 wurde er als Calvinist verhaftet, zwar freigelassen aber 1688 erneut verhaftet. 1689 wurde ihm die Stelle des Konservators des Münzkabinetts angeboten, jedoch unter der Bedingung zum katholischen Glauben zu konvertieren, was er ablehnte. Daraufhin war er von Juni 1689 bis November 1690 erneut in Haft. Am 6. November 1691 floh er aus Frankreich und war ab 1694 bei Anton Günter von Schwarzenburg und Hohenstein angestellt und leitete dessen Münzkabinett. 
Er entwickelte den Plan, alle bekannten antiken Münzen zu publizieren, wovon er 1683 ein Muster publizierte. 1701 legte er einen Plan der Publikation aller republikanischen Münzen vor. Diese erfolgte erst posthum 1734 durch Siwart Havercamp (Thesaurus Morellianus, sive familiarum Romanarum numsmata omnia. Amsterdam 1734).

## Schriften
- Specimen universae Rei nummariae antiquae quod Literatorum Reipublicae. Paris 1683.
- De Nummis consularibus epistola ad virum clarissimum Jacobum Perizonium. Arnstadt 1701.
- Thesaurus Morellianus, sive Familiarum Romanarum numismata omnia diligentissime undique conquisita, ad ipsorum nummorum fidem accuratissime delineata, & juxta ordinem Fulvii Ursini & Caroli Patini disposita, a celeberrimo antiquario Andrea Morellio. Accedunt nummi miscellanei, urbis Romae, hispanici, et Goltziani dubiae fidei omnes. Nunc primum edidit & commentario perpetuo illustravit Sigebertus Havercampus. 2 Bände, Amsterdam 1734.